# 복면산
복면산(覆面算)은 수학 퍼즐의 한 종류로, 문자를 이용하여 표현된 수식에서 각 문자가 나타내는 숫자를 알아내는 문제이다. 숫자 대부분을 문자로 숨겨서 나타내므로 숫자가 “복면”을 쓰고 있는 연산이라는 뜻에서 복면산이라 이름 지어졌다.
A+B=CD에서 C=1, A+B+C=DE에서 D=1또는 2이다.
복면산의 예로는 헨리 어니스트 듀드니가 1924년 7월에 발표한 다음 문제가 특히 유명하다.
```
   S A V E

+  M O R E

 M O N E Y
```

복면산 문제는 특별한 언급이 없는 한, 같은 문자는 같은 숫자를 나타내고 서로 다른 문자는 서로 다른 숫자를 나타내는 것으로 생각하며, 첫 번째 자리의 숫자는 0이 아니라고 가정하는 것이 보통이다. 또한, 대개의 경우 복면산 문제의 답은 유일해야 한다.

## 복면산의 예
- ABCD × E = DCBA

답: A = 2또는1, B = 1또는0, C = 7또는8, D = 8또는9, E = 4또는9
- SEND + MORE = MONEY

이 문제와 같이 뜻이 있는 문장을 이루는 경우를 특별히 alphametic이라 구별하여 부르기도 한다.
답: D = 7, E = 5, M = 1, N = 6, O = 0, R = 8, S = 9, Y = 2
- FORTY + TEN + TEN = SIXTY

문장 자체가 참인 등식을 뜻할 경우를 특별히 이중으로 옳은 복면산(doubly true alphametic)이라 부른다.
답: E = 5, F = 2, I = 1, N = 0, O = 9, R = 7, S = 3, T = 8, X = 4, Y = 6
이밖에도 어떤 숫자라도 가능하다는 뜻으로 문자 대신 빈 칸이나 * 기호를 사용한 문제도 있다. 이런 종류는 특별히 충식산(蟲食算, 벌레 먹은 셈)이라 부르기도 한다.

## 같이 보기
- 디오판토스 방정식
- 순열
- 퍼즐
- 마틴 가드너